# Clas Theodor Odhner

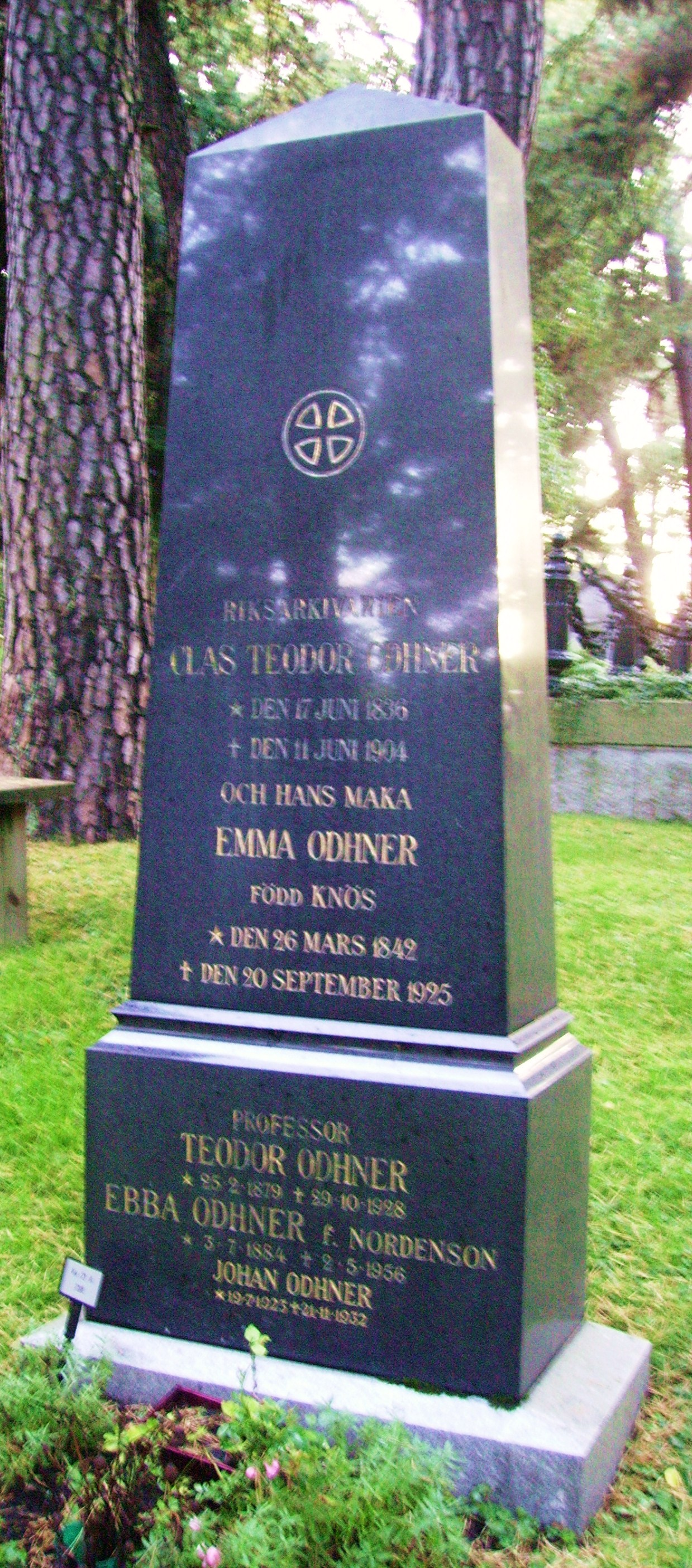
Clas Theodor Odhners gravvård på Norra begravningsplatsen i Solna kommun.

Clas Jonas Theodor Odhner, född 17 juni 1836 i Alingsås socken, död 11 juni 1904 i Stockholm, var en svensk historiker och Sveriges riksarkivarie. Han var svärson till Anders Erik Knös och far till Teodor Odhner.

## Biografi
Clas Theodor Odhners farfar Jonas Odhner var prost och kyrkoherde i Lyrestads socken och farmodern en dotterdotterdotter till Tomas Polus. Fadern Claes Odhner var prost och kyrkoherde i Medelplana socken. Modern Anna Carolina Ericson var syster till Nils Ericson och John Ericsson.
Odhner blev 1851 student vid Uppsala universitet, där han 1859 avlade filosofie kandidatexamen samt disputerade 1860 med Bidrag till svenska städernas och borgarståndets historia före 1633, promoverad till filosofie magister som primus. Avhandlingen belönades med Geijers historiska pris.
1860 blev Odhner även docent i allmän historia vid Uppsala universitet, 1865 adjunkt vid Lunds universitet och efterträdde 1871 Niklas Tengberg som professor i historia. Åren 1887–1901 var han riksarkivarie. 
Under hans chefstid fullbordades 1890 den av företrädaren Carl Gustaf Malmström i juli 1887 påbörjade nya riksarkivbyggnaden, som kom att användas till 1968. Odhner ledde 1891 flyttningen av arkivalierna från den gamla till den nya byggnaden samt uppgjorde planen för deras uppställning där. Det var även Odhner som fick göra början till en organisation av landsarkiv med Landsarkivet i Vadstena som det första 1899.
Odhner togs i anspråk för olika utredningsuppdrag: 1867–1868 års kommitté för granskning av läroböcker i historia och geografi (sekreterare), kommittén för den praktiska lärarbildningens ordnande (1873 ordförande), kommittén för revision av 1859 års läroverksstadga (1874), kommittén för ordnandet av examens- och studieväsendet inom filosofiska fakulteten (1888–1889), kommittén för granskning av inskriptionerna på arméns fanor och standar (1892–1893) samt kommittén för almanackans reformering. 1870–1876 (ordföranden). Han var 1886 censor vid mogenhetsexamina, och var i åtskilliga år ledamot av direktionerna för Stockholms stads undervisningsverk (sedan 1892) och för Högre lärarinneseminariet (sedan 1895) samt i styrelsen för Stockholms högskola. 
Odhner deltog även i det politiska livet. Sedan studenttiden var han en anhängare av skandinavism, och även sådan han blivit professor engagerade han sig i studenternas aktiviteter som ordförande för Lunds studentkår (1868) och för Akademiska Föreningen (1872–1882). Under åren 1893–1897 ledamot av riksdagens Andra kammare för Stockholms stad där han intog företrädesvis frihandelsvänliga och politiskt moderata åsikter. 
Odhner  invaldes 1862 till ledamot av Kungl. Samfundet för utgivandet av handskrifter rörande Skandinaviens historia, samt var även ledamot av Vitterhetsakademien (1872), Vetenskaps- och vitterhetssamhället i Göteborg (1879, hedersledamot 1890), Vetenskaps-Societeten i Uppsala (1882), Svenska Akademien (1885) och Vetenskapsakademien (1888). År 1882 tilldelade Svenska Akademien honom Karl Johanspriset, och 1900 blev han juris hedersdoktor vid Lunds universitet. Makarna Odhner är begravda på Norra begravningsplatsen utanför Stockholm.

## Läroböcker

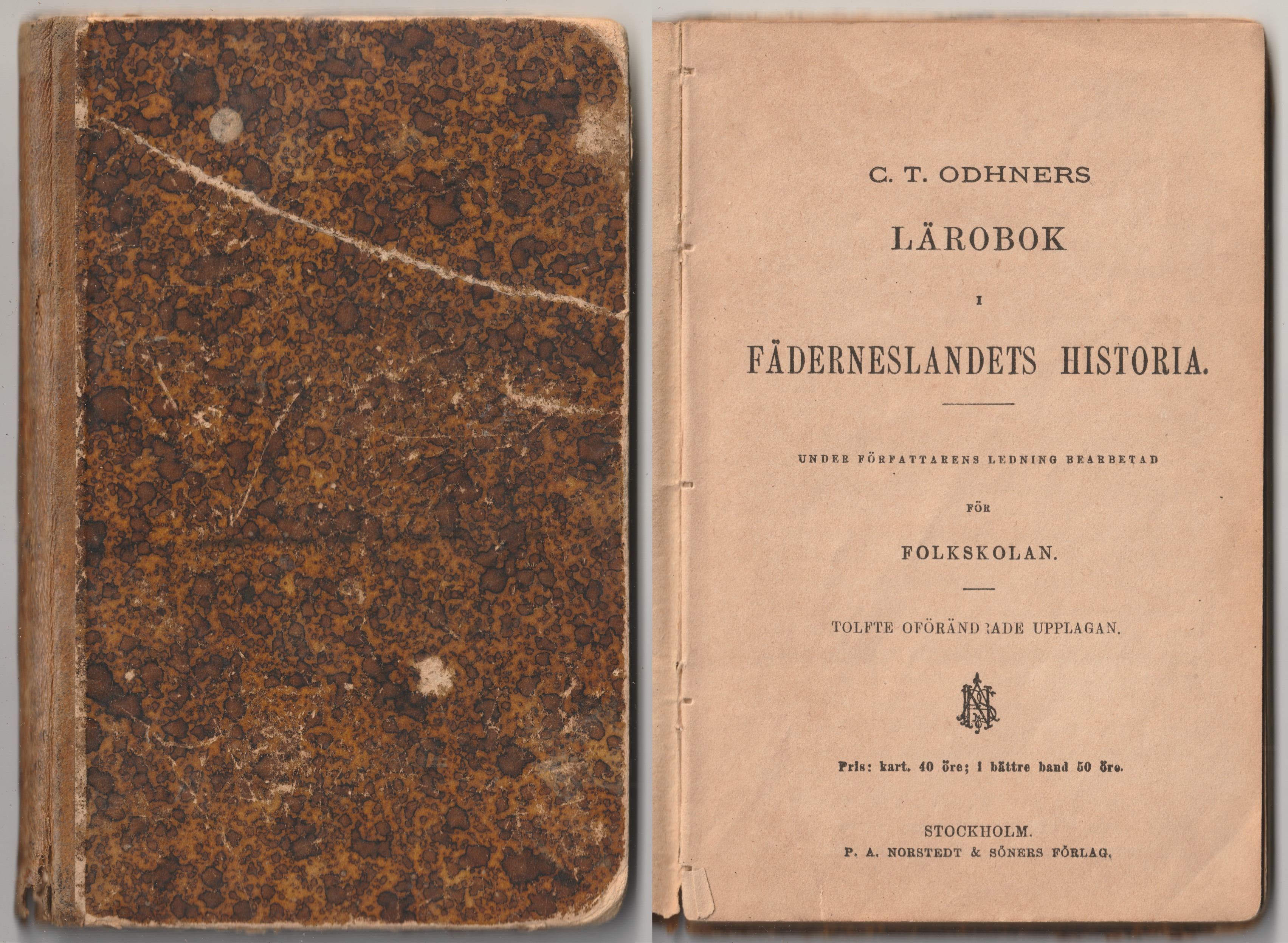
Odhners Lärobok i fäderneslandets historia från 1885.

Få av 1800-talets svenska fackhistoriker bestämde som Odhner så många svenska generationers historiesyn genom sina läroböcker i historia för den svenska folkskolan och realskolan. De utkom i många upplagor, och några ända in på 1950-talet.
Den första utgåvan i hans läroboksserie var Lärobok i Sveriges, Norges och Danmarks historia för skolans högre klasser (1869). En mer kortfattad version av denna utgavs som Lärobok i fäderneslandets historia samt grunddragen af Norges och Danmarks historia för skolans lägre klasser (1870), och den sista i serien var Lärobok i fäderneslandets historia (1872), avsedd för folkskolan. Många av Odhners formuleringar i dessa läroböcker har blivit mycket kända bevingade ord.